# ألان داف
ألان داف (12 يناير 1938 - 28 يونيو 1989) (بالإنجليزية: Alan Duff)‏ هو لاعب كريكت بريطاني. شارك مع منتخب إنجلترا للكريكت.

## وصلات خارجية
- ألان داف على موقع إي آس بي آن كريك إنفو (الإنجليزية)